# 市立恵那病院
市立恵那病院（しりつえなびょういん）は、岐阜県恵那市にある病院である。恵那市病院事業の設置等に関する条例（平成16年10月25条例第239号）により設置された病院であり、2003年（平成15年）、国立療養所恵那病院が恵那市に移譲され、開設された。

## 概要
かつての国立療養所恵那病院である。1999年（平成11年）、「国立病院・療養所再編成計画」により移譲が決定し、平成15年12月1日に恵那市が受け継いだ。
指定管理者制度を採用しており、指定管理者は公益社団法人地域医療振興協会である。
かつて恵那市の市民病院として、恵那市立国保病院を運営していたが、1967年に廃止している。恵那市の市民病院は36年振りの復活ということになる。
2016年（平成28年）11月21日に旧病棟の隣接地に鉄筋コンクリート4階建て延べ1万6498平方メートルの新病棟を開設した。
診察科は2016年（平成28年）11月21日に腎臓内科を新設して20科となった。
病床数は199床。（一般199床、療ち回復期リハビリテーション52床）。

## 診療科
- 内科
- 消化器内科
- 循環器内科
- 呼吸器内科
- 老年内科
- 腎臓内科
- 外科
- 呼吸器外科
- 消化器外科
- 肛門外科
- 乳腺外科
- 整形外科
- 小児科
- 産婦人科
- 眼科
- 耳鼻咽喉科
- リハビリテーション科
- 放射線科
- 救急科
- 麻酔科
- 血液浄化センター
- 腫瘍総合ケアセンター

## 沿革
- 1942年（昭和17年）5月：傷痍軍人岐阜療養所として開設[2]。
- 1945年（昭和20年）5月：国立岐阜療養所に改称[2]。
- 1956年（昭和31年）4月：療養所内に恵那市立大井小学校の養護学級（後の岐阜県立恵那特別支援学校小学部）が設置される。
- 1957年（昭和32年）4月：療養所内に恵那市立恵那東中学校の養護学級（後の岐阜県立恵那特別支援学校中学部）が設置される。
- 1967年（昭和42年）12月：恵那市立国保病院が廃止され、入院患者などは国立岐阜療養所に移動する。
- 1970年（昭和45年）4月：国立療養所恵那病院に改称[2]。
- 1999年（平成11年）3月：「国立病院、診療所再編成計画」により、移譲施設に指定される[2]。
- 2003年（平成15年）12月：恵那市に移譲され、市立恵那病院として開院[2]。
- 2005年（平成17年）6月：リニューアル完成。
- 2016年（平成28年）11月21日：新病院に移転[1]。

## 交通機関
- 東鉄バス：「恵那病院」バス停下車。
  - 恵那病院シャトルバス便（恵那駅 - 恵那病院、運賃は100円）
  - 丸池線（恵那駅 - 丸池市営住宅前）

## その他
2004年（平成16年）10月25日、旧恵那市と恵那郡南部の4町1村とが合併し、現在の恵那市となる。これにより、各町村の病院、診療所が恵那市の公設施設となる。恵那市は2つの市民病院（市立恵那病院、国民健康保険上矢作病院）、5つの療養所、1つの歯科療養所を所有している。